# 高山上的世界杯
《高山上的世界杯》（ཕོར་པ། Phörpa）是不丹的一部喜剧电影，它拍摄于1999年，由藏传佛教上师三世宗萨蒋扬钦哲仁波切执导。影片主角是印度偏僻的喜马拉雅寺院中的两个流亡藏人沙弥，他们希望能获得一台电视来观看1998年世界杯决赛。整部电影是在印度的流亡藏人村落比尔拍摄的。